# Dalbergia peguensis
Dalbergia peguensis är en ärtväxtart som beskrevs av Krishnamurthy Thothathri. Dalbergia peguensis ingår i släktet Dalbergia, och familjen ärtväxter. Inga underarter finns listade i Catalogue of Life.